# Бил Козби
Уилям Хенри „Бил“ Козби (на английски: Bill Cosby) e американски актьор комик, режисьор, продуцент, музикант, сценарист и политически активист. Широка популярност получава през 1960-те години благодарение на телевизионния сериал „Аз съм шпионин“. Лауреат е на наградите „Еми“, „Златен глобус“ и „Грами“.
Обвинен е от над 50 жени в изнасилване или неприлично поведение в сексуален аспект. На 26 септември 2018 г. е осъден на затвор за срок от 3 до 10 години.

## Избрана филмография
| година | филм            | оригинално заглавие | роля           | режисьор            | бележки |
| ------ | --------------- | ------------------- | -------------- | ------------------- | ------- |
| 1996   | Джак            | Jack                | Лоурънс Вудраф | Франсис Форд Копола |         |
| 2004   | Дебелият Албърт | Fat Albert          |                | Джоел Зуик          |         |

## Книги
- Fatherhood („Бащинство“), 1986, ISBN 0-425-09772-2
- Time Flies („Времето лети“), 1987, ISBN 0-553-27724-3
- Love and Marriage („Любов и брак“), 1989, ISBN 0-553-28467-3
- Childhood („Детство“), 1991, ISBN 0-399-13647-9
- Kids Say the Darndest Things („Децата казват най-странните неща“), 1998, ISBN 0-553-58126-0
- Congratulations! Now What? A Book for Graduates („Честито! А сега какво? Книга за висшисти“), 1999, ISBN 0-7868-6572-5
- American Schools: The $100 Billion Challenge („Американски училища: предизвикателство за 100 млрд. щ. дол.“), 2000
- Cosbyology: Essays and Observations from the Doctor of Comedy („Козбиология: есета и бележки от доктора на комедията“), 2001, ISBN 0-7868-6810-4
- I Am What I Ate... and I'm Frightened!!! And Other Digressions from the Doctor of Comedy. („Аз съм, каквото изядох... И сега ме е страх!!! И други отклонения от доктора на комедията“), 2003, ISBN 0-06-054573-9
- Friends of a Feather: One of Life's Little Fables („Приятели на перото: една от малките басни на живота“), 2003, ISBN 0-06-009147-9
- Come on, People: On the Path from Victims to Victors („Хайде, хора: по пътя от жертви до победители“), 2007